# インテュイット・ドーム
インテュイット・ドーム（Intuit Dome）は、アメリカ合衆国カリフォルニア州イングルウッドに所在する屋内アリーナ。ロサンゼルス国際空港から直線距離で5km離れたハリウッドパーク競馬場の跡地に建設され、インテュイット（Intuit）が命名権を獲得している。2024年に竣工し、24-25シーズンよりクリッパーズの本拠地として使用される。こけら落としは2024年8月15日・15日に開催されたブルーノ・マーズ2days。